# Блузси
Блузси (енгл. Blues) професионални су рагби јунион тим са седиштем у Оукленду, највећем и најнасељенијем граду на Новом Зеланду. Блузси су један од најславнијих рагби тимова на свету, 3 пута су освајали Супер Рагби. Дрес Блузса је плаве боје, највише утакмица ( 164 ) за овај тим одиграо је талонер Кевин Меаламу, а највише есеја ( 55 ) постигао је Даг Хаулет. Међу познатим рагбистима који су играли за Блузсе убрајају се Џо Рококо, Лук Мекалистер, Ник Еванс, Карлос Спенсер, Милс Мулиалина... Блузси утакмице као домаћини играју на Еден парку.

## Титуле
- Супер Рагби

- Освајач (3): 1996, 1997, 2003.

## Састав у сезони 2016.
- Чарли Фаумуина
- Сем Претли
- Ангус Тавао
- Тони Вудкок
- Кевин Меаламу
- Калам Реталик
- Патрик Туипулоту
- Лук Брејд
- Џо Едвардс
- Џероме Каино
- Стив Луатуа
- Брендон Оконор
- Лолаги Висиниа
- Џими Кован
- Брин Хал
- Даниел Бовден
- Симон Хики
- Пита Ахки
- Френцис Сејли
- Френк Халаи
- Бен Лам
- Тевита Ли
- Џорџ Моала
- Чарлс Пиутау